# Nationaal park Lomami
Het Nationaal park Lomami (Frans: Parc National de la Lomami) is een nationaal park in de Democratische Republiek Congo in Centraal-Afrika. Het ligt in het middenbekken van de rivier Lomami, op de grens van de provincies Tshopo en Maniema, met een kleine overlapping in de bossen van de Tshuapa- en Lualaba-rivierbekkens. Het Nationaal Park werd officieel ingesteld op 7 juli 2016. Het is het 9e nationale park van het land en het eerste dat werd opgericht sinds het Nationaal park Mangroves in 1992.
Nationaal Park Lomami beslaat 8.879 km² (887.900 hectare), en omvat tropisch laagland regenwoud met savanne-eilanden in het zuiden en heuvels in het westen. Er verblijven verschillende nationale endemische soorten, waaronder bonobo, okapi, congopauw en een pas in de 21e eeuw ontdekte primatensoort, de lesula, evenals de zeldzame dryasmeerkat, plaatselijk bekend als Inoko. Een belangrijke populatie Afrikaanse bosolifanten leeft onder bescherming in het noordelijke deel van het park.

## Geschiedenis
Het zuidoostelijke verspreidingsgebied van de bonobo (een inheemse Congolese mensaap die alleen op de linkeroever van de Kongo voorkomt) was tot 2007 onbestudeerd. Op satellietbeelden verscheen het vermoedelijk leefgebied gebied als een onontgonnen regenwoud van bijna 40.000 km2 zonder wegen, menselijke bewoning of landbouwontginningen. In samenwerking met de Lukuru Foundation lieten John en Terese Hart, een echtpaar dat sinds het begin van de jaren 1980 betrokken was bij onderzoek en behoud van de bossen van de DR Congo, in april 2007 een korjaal te water op de Lomami. Aan boord waren verschillende bosbouwkundigen die het gebied de drie jaar lang te voet zouden inventariseren. Ze noemden het gebied Tshuapa-Lomami-Lualaba Conservation Landscape (TL2) naar de drie rivieren Tshuapa, Lomami en Lualaba die door het onderzoeksgebied stromen. Zij constateerden dat in een groot deel van de buitenste bossen door de commerciële bushmeathandel de grote dieren waren uitgeroeid. Er bleef een rijk kerngebied over, maar ook dit gebied werd bedreigd door jagers, die van heinde en ver kwamen - zelfs uit andere provincies - om de markten van wild vlees in de grote steden Kisangani en Kindu te bevoorraden.
Na de eerste verkenningen concentreerde het Lukuru-team zich op de gebieden die nog een diverse en overvloedige fauna bevatten, en begonnen een nauwe samenwerking met stamoudsten en lokale overheden. In het eerste jaar werd een aap aangetroffen die compleet nieuw was voor de wetenschap, de lesula (Cercopithecus lomamiensis). Ze ontdekten dat TL2 de thuisbasis was van populaties van andere endemische en bedreigde soorten zoals de okapi, de congopauw, de bosolifant en aanzienlijke populaties van andere primaten, waaronder de zeldzame dryasmeerkat en enkele andere interessante fenotypische variëteiten van bekende soorten. Al deze bevindingen wezen op een uitzonderlijk rijke en interessante oostelijke rand van het bosgebied in het centrale bekken van de Kongostroom.
Het proces om een nationaal park in te stellen kwam op gang met bijeenkomsten in dorpscentra en gemeentehuizen, met outreach-missies onder leiding van ministers, chiefs en afgevaardigden. Van 2010 tot 2012 bepaalden de omliggende dorpen, gelegitimeerd door Tambiko-ceremonies waarbij de voorouders werden geraadpleegd, de grenzen van het nationaal park. In 2013 riepen de gouverneurs van de provincies Maniema en Tshopo (toen nog Orientale) de zones uit tot provinciale parken, waardoor alle jacht binnen de parken illegaal werd.
Op 7 juli 2016, na bijna tien jaar overleg en samenwerking, werd het Nationaal Park Lomami officieel door de nationale regering uitgeroepen.

## Bedreiging
De belangrijkste bedreiging voor de wilde dieren in het Nationaal Park Lomami is de commerciële handel in bushmeat. De Lukuru Foundation ontdekte dat de handel wordt gedreven door een sterke vraag van stedelijke markten en handelaren uit de stad die op fietsen en motoren naar de dorpen komen om ter plaatse rechtstreeks te onderhandelen. Uit controles van de Lukuru Foundation bleek dat ongeveer 85% van al het bushmeat uit het TL2-landschap in Maniema naar de provinciehoofdstad Kindu werd vervoerd.
Olifantenstroperij vormt een andere bedreiging voor het park. De commerciële ivoorhandel zorgt niet alleen voor een snelle achteruitgang van de olifantenpopulaties, maar draagt ook bij tot de onveiligheid in afgelegen gebieden. Met militaire wapens jagen criminele bendes niet alleen op de wilde dieren in het park, maar terroriseren ze ook de lokale gemeenschappen.